# متناهي السرعة (موسيقى)
متناهي السرعة هو مصطلح موسيقي يُكتب فوق المدرج الموسيقي لتحديد سرعة عزف أو قراءة قطعة موسيقية، و هو مرادف لكلمة "بريستيسيمو"؛prestissimo الإيطالية التي تعني "سريع إلى أقصى حد"، و تعتبر هذه السرعة الأخيرة ضمن الحركات أو السرعات المعروفة في علم الصولفيج.